# Kim Jong-su
Kim Jong-su (kor. 김정수; ur. 1 stycznia 1977 r.) – północnokoreański strzelec sportowy, brązowy medalista olimpijski, wicemistrz świata.
Na olimpiadzie w 2004 roku zdobył brązowy medal ze strzału pistoletem dowolnym z 50 metrów. Startował na igrzyskach w Pekinie, lecz z powodu wykrycia środków dopingujących, którym był propranolol, anulowano jego wyniki ze strzału pistoletem dowolnym z 50 metrów i ze strzały z pistoletu pneumatycznego z 10 metrów.

## Igrzyska olimpijskie
| Igrzyska | Miejscowość    | Konkurencja                 | Kwalifikacje | Kwalifikacje | Finał                  | Finał                  |
| Igrzyska | Miejscowość    | Konkurencja                 | Wynik        | Pozycja      | Wynik                  | Pozycja                |
| -------- | -------------- | --------------------------- | ------------ | ------------ | ---------------------- | ---------------------- |
| IO 2004  | Ateny          | Pistolet pneumatyczny, 10 m | 582          | 8. Q         | 681,2                  | 8.                     |
| IO 2004  | Ateny          | Pistolet dowolny, 50 m      | 564          | 3. Q         | 657,7                  | brąz                   |
| IO 2008  | Pekin          | Pistolet pneumatyczny, 10 m | 584          | 3. Q         | 683,0                  | brąz                   |
| IO 2008  | Pekin          | Pistolet dowolny, 50 m      | 563          | 2. Q         | 660,2                  | srebro                 |
| IO 2016  | Rio de Janeiro | Pistolet pneumatyczny, 10 m | 575          | 27.          | Nie zakwalifikował się | Nie zakwalifikował się |
| IO 2016  | Rio de Janeiro | Pistolet dowolny, 50 m      | 548          | 24.          | Nie zakwalifikował się | Nie zakwalifikował się |